# Mariano Acosta (Imbabura)
Mariano Acosta ist eine Ortschaft und eine Parroquia rural („ländliches Kirchspiel“) im Kanton Pimampiro der ecuadorianischen Provinz Imbabura. Die Parroquia besitzt eine Fläche von 133,76 km². Die Einwohnerzahl lag im Jahr 2010 bei 1544. Etwa 60 Prozent waren Indigene, 40 Prozent Mestizen.

## Lage
Die Parroquia Mariano Acosta liegt in den Anden im Norden von Ecuador. Das Gebiet liegt in Höhen zwischen 2080 m und 3960 m. Der Río Pisque, linker Quellfluss des Río Mataquí, fließt entlang der östlichen Verwaltungsgrenze nach Norden und entwässert dabei das Areal. Im äußersten Südosten reicht die Parroquia bis zur kontinentalen Wasserscheide. Im Südosten befindet sich der Bergsee Laguna Puruhanta. Der 2970 m hoch gelegene Hauptort befindet sich 11,5 km südsüdwestlich vom Kantonshauptort Pimampiro. 
Die Parroquia Mariano Acosta grenzt im Osten an die Parroquia San Francisco de Sigsipamba, im äußersten Südosten an die Provinz Sucumbíos mit der Parroquia El Reventador (Kanton Gonzalo Pizarro), im Süden an die Provinz Pichincha mit der Parroquia Olmedo Pesillo (Kanton Cayambe), im Westen an die Parroquia Angochagua (Kanton Ibarra), im Nordwesten an das Municipio von Ibarra und an die Parroquia Ambuquí (beide ebenfalls im Kanton Ibarra) sowie im Norden an die Parroquia Pimampiro.

## Orte und Siedlungen
In der Parroquia gibt es folgende Barrios: San Francisco, Puetaquí Sector El Diviso, El Rosario und
Las Orquídeas. Ferner gibt es folgende Comunidades: Puetaquí, Yanajaca, Guanupamba und La Florida.

## Geschichte
Die Parroquia Mariano Acosta wurde am 18. November 1919 (fecha de creación) gegründet. Namensgeber war Mariano Acosta, ein Priester, der nach dem Erdbeben in Ecuador 1868 den Wiederaufbau der Provinzhauptstadt Ibarra vorantrieb.

## Ökologie
Der äußerste Südosten der Parroquia liegt im Nationalpark Cayambe Coca.